# Aeroportul Shaoguan Guitou
Aeroportul Shaoguan Guitou (IATA: HSC, ICAO: ZGSG) este un aeroport din Ruyuan Yao Autonomous County⁠(d), Shaoguan⁠(d), Guangdong, Republica Populară Chineză ce deservește zona Shaoguan⁠(d). Aeroportul a fost tranzitat în 2022 de 102.348 de pasageri. A fost numit după zona deservită.
aeroportul dispune de o singură pistă.